# Photovoltaisches Inselsystem

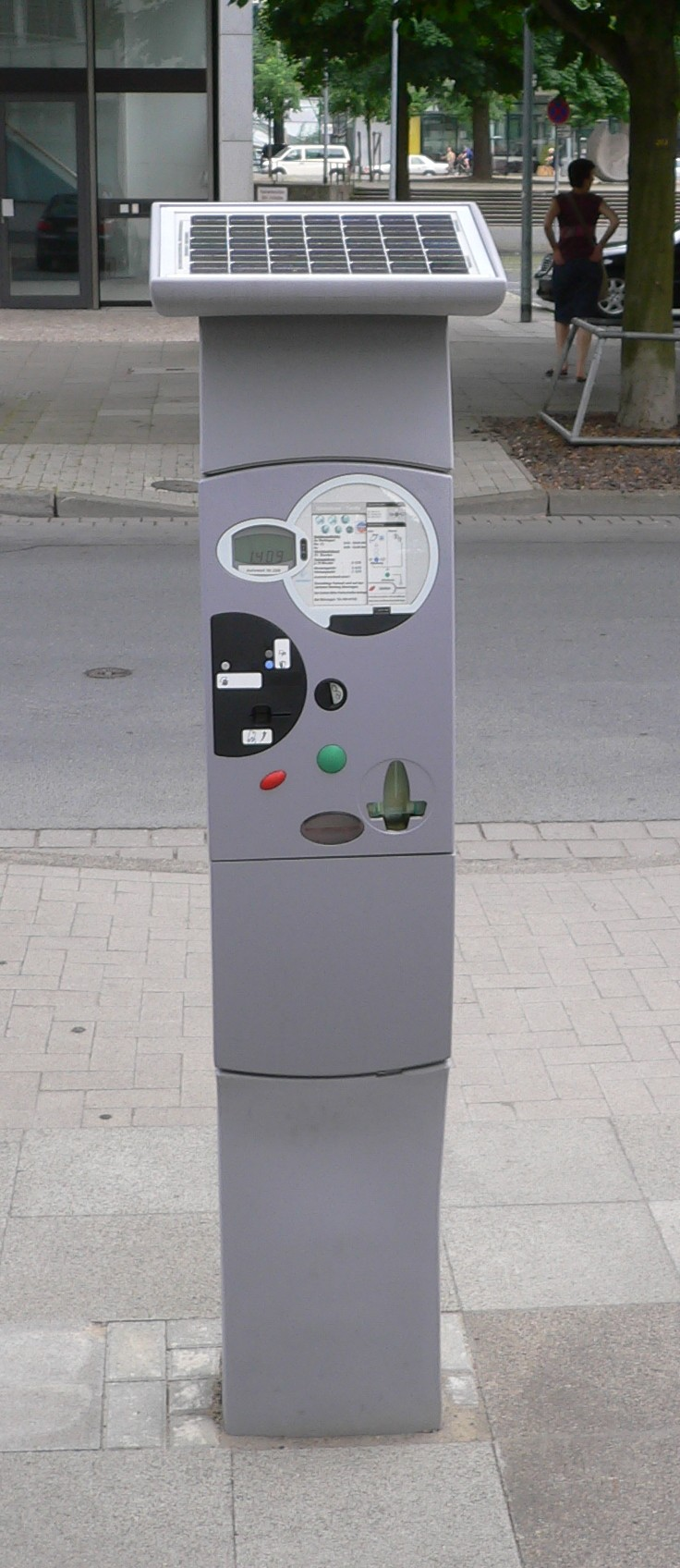
Beispiel: Parkscheinautomat

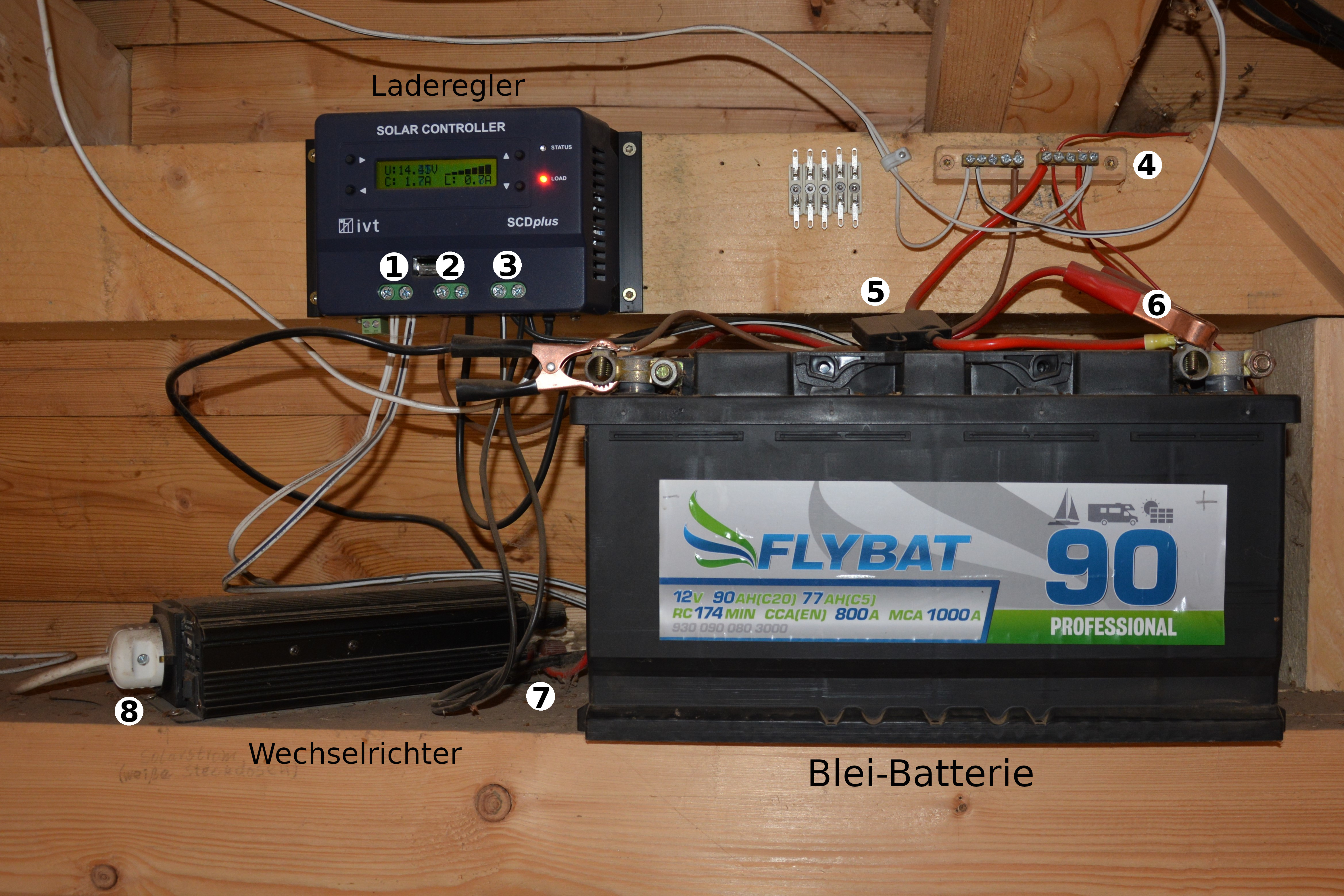
Technik einer kleinen Solar-Inselanlage für Licht und 230-V-Verbraucher bis maximal 600 W

Photovoltaische Inselsysteme sind eine Form netzunabhängiger Inselanlagen als Photovoltaikanlagen. Sie kommen dann zum Einsatz, wo ein Stromnetzanschluss nicht zweckmäßig ist oder nicht möglich ist, also falls die Kosten für ein Stromanschluss vergleichsweise unwirtschaftlich wären oder ein Netzanschluss nicht realisierbar wäre.
Es werden mobile und stationäre Systeme unterschieden. Meist wird eine Photovoltaik mit einem Stromspeicher ergänzt, wie etwa einem Akkumulator, um auch sonnenlose Zeiten überbrücken zu können oder evtl. einer Kondensatorenschaltung zur Spannungsstabilisierung. Um eine jederzeit ausreichende Versorgung garantieren zu können, müssen die Anlagen nach dem Wintermonat mit der geringsten Sonneneinstrahlung dimensioniert werden. Hierbei sollten sonnenlose Zeiten von 3 bis 6 Tagen einberechnet werden.
Bei sogenannten Hybridsystemen werden sie mit zumindest einer weiteren Art von Energieversorgung kombiniert, wie etwa in Verbindung mit einem Dieselgenerator. Mit Hybridsystemen können unter Umständen jahreszeitliche beziehungsweise wetterbedingte Schwankungen leichter ausgeglichen werden.
Beispiele für Anwendungsbereiche
- Stationäre, netzferne Systeme
  - in Gegenden ohne Stromnetz, beispielsweise bei Berghütten
  - Messstationen
  - Parkscheinautomaten
  - Notrufsäulen
- Mobile Systeme
  - Satelliten und Weltraumsonden
  - Taschenrechner
  - solare Armbanduhren
- mobil und zeitweise mit Netzanschluss
  - Wohnmobile
  - Solarmobile
  - Solarboote